# 216. pehotni polk (Italija)
216. pehotni polk Tevere je bil pehotni polk Kraljeve italijanske kopenske vojske.

## Zgodovina
Med prvo svetovno vojno je bil polk nastanjen na soški fronti.